# Soul Dressing
| Recensione                        | Giudizio   |
| --------------------------------- | ---------- |
| AllMusic                          | [ 2 ]      |
| The New Rolling Stone Album Guide | [ 3 ]      |
| Sputnikmusic                      | 3.0 (Good) |

Soul Dressing è il secondo album degli Booker T. & the M.G.'s, pubblicato dalla Stax Records nel marzo del 1965. Il disco fu registrato a Memphis, Tennessee (Stati Uniti) in diverse date, come indicato nella lista tracce.

## Tracce

### LP
Brani composti da: Booker T. Jones, Steve Cropper, Lewis Steinberg e Al Jackson, eccetto dove indicato.
Lato A
1. Soul Dressing – 2:25 – Registrato il 19 giugno 1964 a Memphis, Tennessee (Stati Uniti)
2. Tic-Tac-Toe – 2:32 – Registrato l'8 gennaio 1964 a Memphis, Tennessee (Stati Uniti)
3. Big Train – 2:29 – Registrato l'11 febbraio 1963 a Memphis, Tennessee (Stati Uniti)
4. Jellybread – 2:28 – Registrato il 12 novembre 1962 a Memphis, Tennessee (Stati Uniti)
5. Aw' Mercy – 2:35 – Registrato il 12 novembre 1962 a Memphis, Tennessee (Stati Uniti)
6. Outrage – 2:33 (William Allan, Steve Cropper, Lewis Steinberg, Al Jackson) – Registrato il 10 novembre 1964 a Memphis, Tennessee (Stati Uniti)

Lato B
1. Night Owl Walk – 3:11 – Registrato il 10 novembre 1964 a Memphis, Tennessee (Stati Uniti)
2. Chinese Checkers – 2:25 – Registrato il 17 giugno 1963 a Memphis, Tennessee (Stati Uniti)
3. Home Grown – 2:40 – Registrato l'11 febbraio 1963 a Memphis, Tennessee (Stati Uniti)
4. Mercy Mercy – 2:34 (Don Covay, Ronald Miller) – Registrato il 10 novembre 1964 a Memphis, Tennessee (Stati Uniti)
5. Plum Nellie – 2:04 – Registrato il 17 giugno 1963 a Memphis, Tennessee (Stati Uniti)
6. Can't Be Still – 1:57 – Registrato il 10 novembre 1964 a Memphis, Tennessee (Stati Uniti)

## Musicisti
Soul Dressing
- Booker T. Jones - organo
- Steve Cropper - chitarra
- Lewis Steinberg - basso
- Al Jackson Jr. - batteria
- Musicisti non identificati - sezione strumenti a fiato[6]

Tic-Tac-Toe
- Booker T. Jones - organo
- Steve Cropper - chitarra
- Lewis Steinberg - basso
- Al Jackson Jr. - batteria[7]

Big Train, Home Grown
- Booker T. Jones - organo
- Steve Cropper - chitarra
- Lewis Steinberg - basso
- Al Jackson Jr. - batteria[8]

Jellybread, Aw' Mercy
- Booker T. Jones - organo
- Steve Cropper - chitarra
- Lewis Steinberg - basso
- Al Jackson Jr. - batteria[9]

Outrage, Night Owl Walk, Mercy Mercy, Can't Be Still
- Booker T. Jones - organo
- Steve Cropper - chitarra
- Lewis Steinberg - basso (brano: Can't Be Still)
- Donald Dunn - basso (brani: Outrage, Night Owl Walk e Mercy Mercy)
- Al Jackson - batteria[10]

Chinese Checkers, Plum Nellie
- Booker T. Jones - organo, pianoforte, trombone
- Steve Cropper - chitarra
- Lewis Steinberg - basso
- Al Jackson Jr. - batteria
- Wayne Jackson - tromba
- Charles Axton - sassofono tenore
- Floyd Newman - sassofono baritono[11]

Note aggiuntive
- Jim Stewart - produttore, supervisore
- Marvin Israel - design copertina album originale
- Bob Altshuler - note retrocopertina album originale

## Classifica
Singoli
| Anno | Titolo del brano | Classifica            | Posizione raggiunta |
| ---- | ---------------- | --------------------- | ------------------- |
| 1964 | Tic-Tac-Toe      | Hot R&B/Hip-Hop Songs | 46                  |